# Kiwa hirsuta
Kiwa hirsuta (лат.) (Yeti-Krabbe) — вид десятиногих ракоподібних з ряду крабоїдів (Anomura), раніше виділявся у сім'ю Kiwaidae, в 2011 р. описано інший вид, Kiwa puravida). Вперше виявлений у 2005 р. на глибині понад 2000 метрів в районі підводних гідротермальних джерел в південній частині Тихого океану.
Довжина тіла дорослих раків становить близько 15 см. Груди і п'ять пар кінцівок (переоподів) знизу покриті численними пір'ястими щетинками, що створюють враження, що рак покритий хутром. На першій парі кінцівок (несучі клешні хеліпеди) у великих кількостях розвиваються нитчасті бактерії, які, мабуть, здатні очищати воду від токсичних для раку сполук і, можливо, служать для нього їжею. Стебельчаті очі сильно скорочені і позбавлені пігменту.